# Fredrik Meltzer

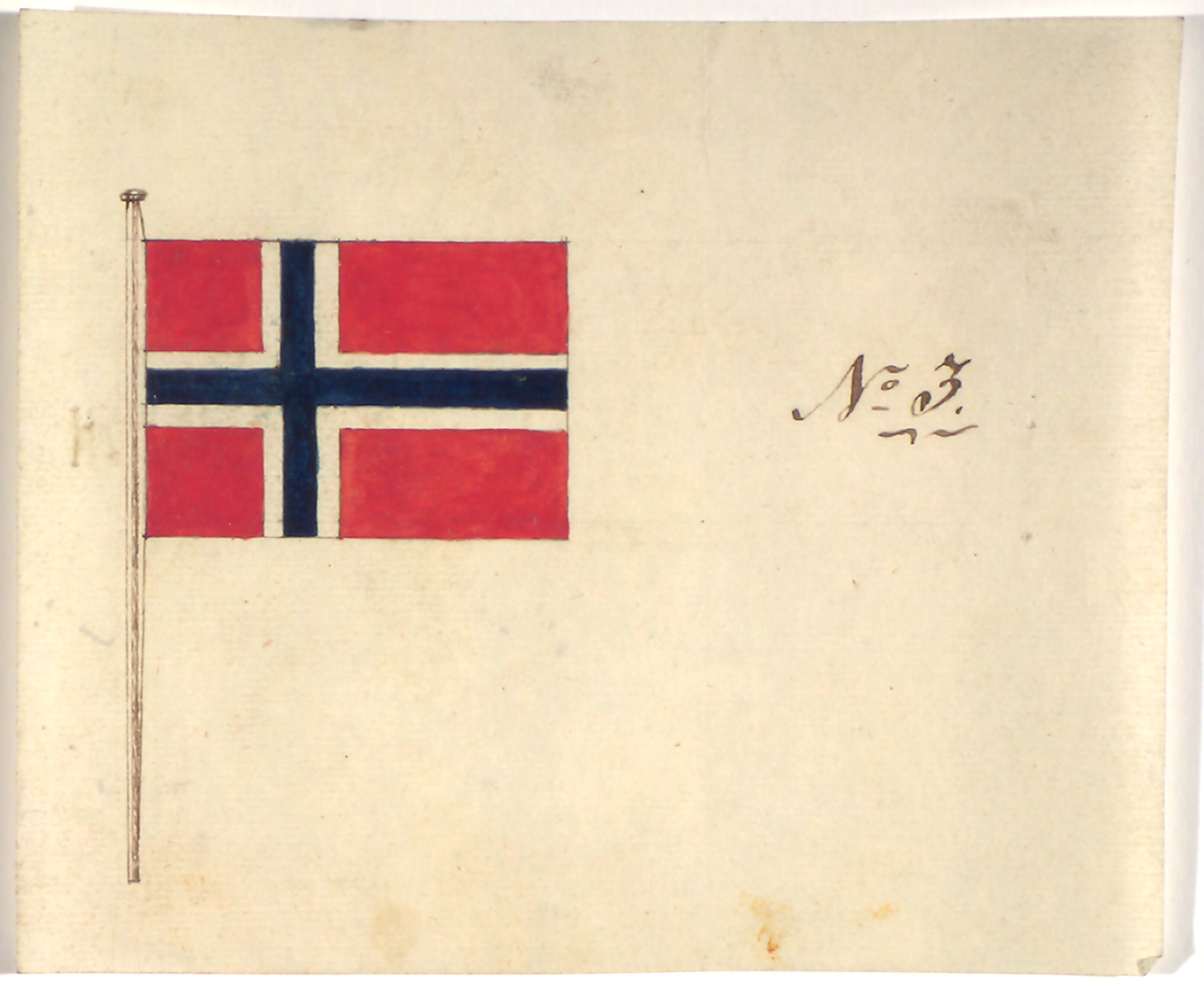
Projeto de 1821 para a bandeira da Noruega.

Fredrik Meltzer (Bergen, 29 de setembro de 1779 — Bergen, 15 de dezembro de 1855) foi um empresário e político norueguês na Assembleia Constitucional da Noruega em Eidsvoll em 1814. Ganhou notoriedade por desenhar a bandeira da Noruega.

## Biografia
Fredrik Meltzer nasceu no dia 29 de setembro de 1779 em Bergen, na Noruega. Meltzer era de uma família de comerciantes com origem em Rödinghausen, no condado de Ravensberg (na atual Vestfália), Alemanha. Meltzer recebeu uma educação comercial em Londres de 1796 a 1798. Sua educação continuou com viagens de 1800 a 1801 na Holanda, França e Alemanha, após as quais ingressou na empresa de importação e exportação familiar em Bergen.
Ele representou a cidade de Bergen como membro da Assembléia Constitucional da Noruega, onde atuou como membro de vários comitês, e geralmente favoreceu o Partido da Independência (Selvstendighetspartiet). Foi um dos signatários da Constituição norueguesa em Eidsvoll em 1814. Mais tarde, representou a cidade de Bergen no Parlamento norueguês de 1821 a 1828. De 1813 a 1829, foi membro do conselho da cidade em Bergen e de 1837 a 1849 um membro do Conselho Municipal.
Meltzer projetou a bandeira moderna da Noruega em 1821 para substituir as bandeiras dinamarquesas e suecas modificadas em uso, escolhendo usar uma cruz nórdica para refletir os laços estreitos da Noruega com a Suécia e a Dinamarca, e as cores vermelho, branco e azul para simbolizar os ideais liberais associados a países mais ou menos democráticos, como Holanda, Reino Unido e Estados Unidos da América e França revolucionária. Morreu em 17 de dezembro de 1855.

## Vida pessoal
Fredrik Meltzer casou-se com Margrethe Stub (1779-1832) em 1802; eles tiveram 13 filhos.